# Bęczkowice
Bęczkowice – wieś w Polsce, położona w województwie łódzkim, w powiecie piotrkowskim, w gminie Łęki Szlacheckie.
W latach 1975–1998 miejscowość administracyjnie należała do województwa piotrkowskiego.
Na terenie parafii Bęczkowice znajduje się sanktuarium Matki Bożej Pocieszenia, potocznie zwane Pocieszną Górką, z obrazem Matki Bożej Pocieszenia Oblubienicy Ducha Świętego.
W zabytkowym kościele parafialnym pw. Zesłania Świętego Ducha, zbudowanym w latach 1910–12 znajduje się kaplica Matki Bożej Oblubienicy Ducha Świętego (zaprojektowana przez artystkę Hannę Szczypińską). 
W pobliżu wsi znajduje się kapliczka z napisem „Od powietrza, / głodu, ognia i wojny / zachowaj nas Panie. / 1914–1917”.
W 2008 roku utworzono na obszarze części wsi obszar chroniony Natura 2000 Łąka w Bęczkowicach.

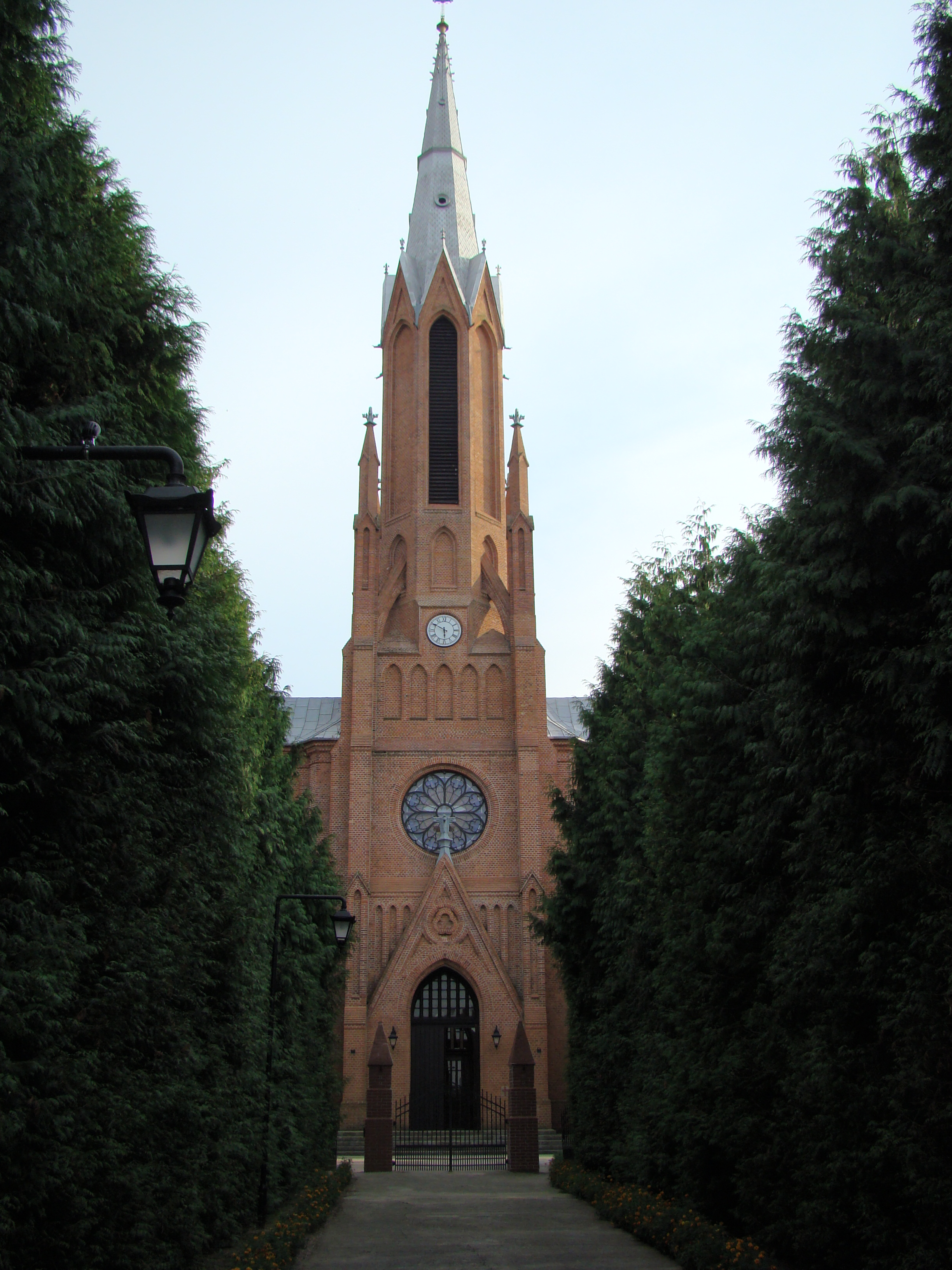
Kościół Zesłania Ducha Świętego
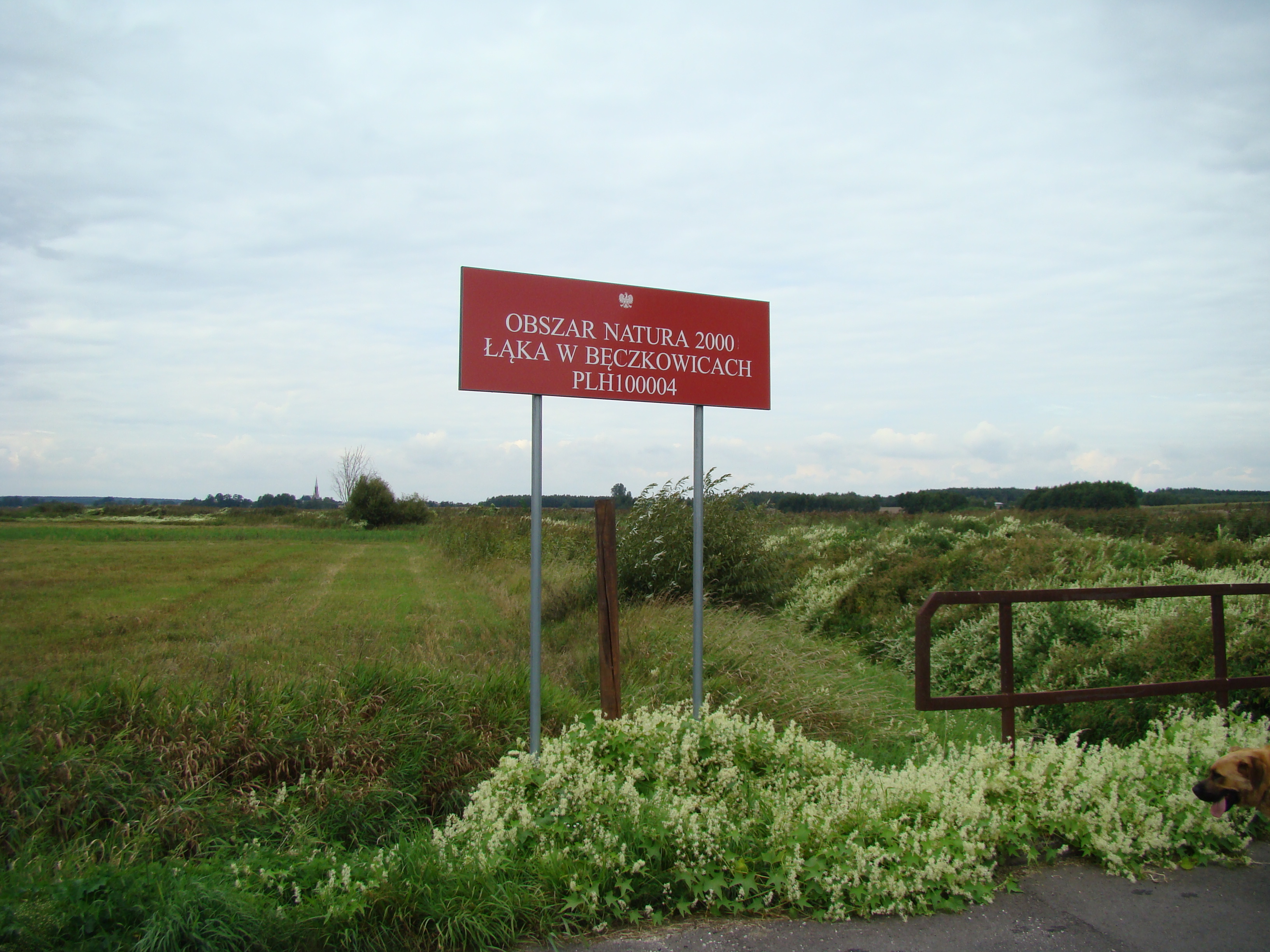
Natura 2000 Łąka w Bęczkowicach